# ドナルドの日記帳
『ドナルドの日記帳』（ドナルドのにっきちょう、原題：Donald's Diary）は、ウォルト・ディズニー・プロダクション（現：ウォルト・ディズニー・カンパニー）が製作した1954年3月5日公開のアニメーション短編映画作品である。ドナルドダック・シリーズの第113作。

## あらすじ
2月29日のこと。町を歩いていたドナルドは、「HOW TO CATCH A HUSBAND（夫を捕まえる方法）」という本を熱心に読んでいたデイジーに目を付けられてしまう。デイジーはドナルドの心を射止めるために露骨なアプローチを開始するが、ドナルドに完全に無視される。しびれを切らしたデイジーは強引に出会いのきっかけを作り、ついにドナルドと交際することに成功した。
映画鑑賞や食事などデートを重ねるドナルドとデイジー。公園の木にお互いの名前を刻み合い、熱烈なキスで愛を確認する二人だが、ドナルドは木の裏に同じようにデイジーと他の男の名前が大量に刻まれていることには気が付かなかった。
そんな中、デイジーの家に招かれてデイジーの両親や弟たち（ヒューイ・デューイ・ルーイ）を紹介されたドナルドはデイジーにプロポーズすることを決意する。ローンで買った指輪を手にデイジーの家に行くとデイジーはシャワーを浴びている最中だった。イスに座ってデイジーを待っていたドナルドはいつの間にか眠ってしまう。
眠りから覚めたドナルドはデイジーの顔を見るなり物凄い勢いで逃げ出してしまった。ドナルドはデイジーと結婚した後の愛のない悲惨な生活の悪夢を見たのだ。すっかり女性や結婚というものが信じられなくなったドナルドはフランス外人部隊に逃げ出し、一部始終を日記帳に記すのだった。

## スタッフ
- 監督：ジャック・キニー
- 製作：ウォルト・ディズニー
- 脚本：ブライス・マック、ディック・キニー
- 音楽：エドワード・H・プラム
- 効果：ダン・マクマヌス
- 美術：ブルース・ブッシュマン
- 作画：ハリー・ホルト、ケン・オブライエン、ジョン・シブリー
- 背景：ラルフ・ヒュレット

## 登場キャラクター
- ドナルドダック
- デイジーダック
- ヒューイ・デューイ・ルーイ（カメオ出演）

## キャスト
| キャラクター   | 原語版               | 旧吹き替え版 | 新吹き替え版 |
| -------------- | -------------------- | ------------ | ------------ |
| ドナルドダック | クラレンス・ナッシュ | 関時男       | 山寺宏一     |
| ヒューイ       | クラレンス・ナッシュ | 土井美加     | 坂本千夏     |
| デューイ       | クラレンス・ナッシュ | 後藤真寿美   | 坂本千夏     |
| ルーイ         | クラレンス・ナッシュ | 下川久美子   | 坂本千夏     |
| デイジーダック | ヴィヴィ・ジャニス   | 後藤真寿美   | 土井美加     |
| ナレーター     | レスリー・デニソン   | 江原正士     | 山寺宏一     |

本作品でのデイジーダックの声は、グロリア・ブロンデルに替わりヴィヴィ・ジャニスが勤めている。いわゆるディズニークラシック短編映画でのデイジーダックの登場は本作が最後になっているため、ヴィヴィ・ジャニスによるデイジーダックは本作のみである。

## 日本での公開

### 収録
- 『ドナルドの楽しい生活』（VHS、LD） - 一部のシーンがカットされている。
- 『夢と魔法の宝石箱 ドナルドとデイジー』（VHS、LD）
- 『ゆかいな仲間たち ハロー！ドナルド』（VHS、LD）

### 放映
- 『ディズニークラシック短編集』 - 不定期

## その他
ジェームズ・マクニール・ホイッスラーの『灰色と黒のアレンジメント-母の肖像』に酷似したカットが存在する。また、ドナルドが悪夢の中でデイジーに家の仕事を散々させられて狂ってしまうシーンは総統の顔(ドナルドが狂ってしまうシーンと空想内での爆発シーン)とファン・アンド・ファンシー・フリー(ミッキーと豆の木でドナルドが暴れるシーン)の一部のシーンが再利用されている(ドナルドの服の色は変更)。